# Loxosceles arizonica
Loxosceles arizonica là một loài nhện trong họ Sicariidae.
Loài này thuộc chi Loxosceles. Loxosceles arizonica được miêu tả năm 1940 bởi Gertsch & Mulaik.